# Tally-ho
De uitroep tally-ho is in Engelstalige landen een wijdverspreide uitroep, afkomstig uit de vossenjacht en andere vormen van jacht. Het werd geroepen als een jager een vos heeft gezien.

## Etymologie
Tally-ho dateert uit ongeveer 1772, en komt waarschijnlijk van het Franse taïaut, een uitroep gebruikt om de honden op te hitsen bij het jagen op herten.

## Modern gebruik

### Luchtmacht
Deze uitdrukking werd vaak gebruikt in de Tweede Wereldoorlog door Engels sprekende piloten om te zeggen dat ze een vijandelijk vliegtuig hadden gezien. Tegenwoordig wordt het nog wel zo gebruikt, maar dan wordt het vaak afgekort tot "Tally."
Tally-ho was het eskadronmotto van het eskadron nummer 609 van de Royal Air Force (de luchtmacht van Engeland), een beroemd geworden eskadron uit de Tweede Wereldoorlog.

### Luchtvaart
De uitroep wordt ook gebruikt door piloten in commerciële vluchten, als antwoord op de luchtverkeersleider. Het wordt net als in de Tweede Wereldoorlog afgekort, bijvoorbeeld als de luchtverkeersleider waarschuwt dat er ergens een vliegtuig al aan het landen is, antwoordt de piloot als hij deze gezien heeft "Tally". Dit is echter niet helemaal correct, en staat dus ook niet in de FAA Pilot-Controller Glossary. Het komt ook doordat dit gebruik afkomstig is uit de luchtmacht in de Tweede Wereldoorlog. Deze piloten gebruikten deze frasering alleen bij vliegtuigen die ze van plan waren te vernietigen. 

### NASA
Tally-ho is ook een term die astronauten van de NASA gebruiken in radiocontact als ze andere ruimteschepen, ruimtestations, en ongeïdentificeerde objecten zien.